# Prix Jean-Ricard
Le prix Jean-Ricard est un prix décerné par la Société française de physique pour récompenser un physicien pour son travail remarquable et original. À l'origine de ce prix, l'ingénieur Jean Ricard fit don par son testament d'une somme visant à récompenser des travaux scientifiques remarquables. Ce prix fut décerné pour la première fois en 1971.

## Liste des lauréats
Les lauréats depuis la création du prix ont été les suivants :
- 1971 : Claude Cohen-Tannoudji
- 1972 : Claude Bloch
- 1973 : Georges Charpak
- 1974 : Jacques Winter
- 1975 : Paul Musset
- 1976 : Georges Slodzian
- 1977 : Roger Balian
- 1978 : Michel Hénon
- 1979 : Albert Libchaber
- 1980 : Maurice Kléman
- 1981 : Paul Henri Rebut
- 1982 : Étienne Guyon
- 1983 : Serge Haroche
- 1984 : Jean Iliopoulos
- 1985 : Jacques Villain
- 1986 : Yves Pomeau
- 1987 : Cyrano de Dominicis (de)
- 1988 : Joseph Rémilleux
- 1989 : Jean-Loup Puget
- 1990 : Marcel Ranner
- 1991 : Dominique Vautherin
- 1992 : Raymond Stora
- 1993 : Guy Laval
- 1994 : Albert Fert
- 1995 : Jacques Prost
- 1996 : Gilbert Grynberg
- 1997 : Jean-Paul Blaizot
- 1998 : Françoise Brochard-Wyart
- 1999 : Denis Gratias
- 2000 : Jean Dalibard
- 2001 : Yves Declay
- 2002 : Jacques Meunier
- 2003 : Alain Benoit
- 2004 : Alain Blondel
- 2005 : Yannick Mellier
- 2006 : Élisabeth Charlaix
- 2007 : Jean-Michel Raimond
- 2008 : Philippe Grangier
- 2009 : Patrick Bruno
- 2010 : Gilles Chabrier
- 2011 : Daniel Fournier
- 2012 : Sébastien Balibar
- 2013 : Daniel Esteve
- 2014 : Guillaume Unal
- 2015 : Jacqueline Bloch
- 2016 : Jean-Yves Bigot
- 2017 : Anne-Marie Lagrange
- 2018 : Hubert Saleur
- 2019 : Xavier Marie
- 2020 : Luc Blanchet
- 2021 : Aleksandra Walczak
- 2022 : Jacky Even
- 2023 : Pascale Senellart
- 2024 : Marc Barthelemy